# Superpuchar Rosji w piłce siatkowej mężczyzn (2020)
Superpuchar Rosji w piłce siatkowej mężczyzn 2020 (oficjalnie Суперкубок ВТБ по волейболу 2020, Supierkubok WTB po wolejbołu 2020) – 13. edycja rozgrywek o Superpuchar Rosji zorganizowana przez Wszechrosyjską Federację Piłki Siatkowej, rozegrana 3 października 2020 roku w Łokomotiw Arienie w Nowosybirsku. W meczu o Superpuchar udział wzięły dwa kluby: mistrz Rosji w sezonie 2019/2020 – Lokomotiw Nowosybirsk oraz zdobywca Pucharu Rosji – Zenit Kazań.
Po raz ósmy zdobywcą Superpucharu Rosji został klub Zenit Kazań.
Mecz rozegrany został w ramach 2. kolejki Superligi. Poświęcony był pamięci siatkarza Nikołaja Siergiejewicza Michiejewa.

## Drużyny uczestniczące
| Drużyna               | Osiągnięcia w sezonie 2019/2020 |
| --------------------- | ------------------------------- |
| Lokomotiw Nowosybirsk | mistrzostwo Rosji               |
| Zenit Kazań           | zdobycie Pucharu Rosji          |

## Mecz
Sobota, 3 października 2020 – 13:30 (UTC+3) • Łokomotiw Ariena, Nowosybirsk
Widzów: 2439
Czas trwania meczu: 129 minut
Sędziowie: Nikołaj Kniżnikow i Aleksiej Paszkiewicz
| Lokomotiw Nowosybirsk | 2:3                                       | Zenit Kazań            |
| Dražen Luburić 24 pkt | (18:25, 25:22, 23:25, 25:23, 9:15) raport | Bartosz Bednorz 27 pkt |

| Poz.                 | Nr | Zawodnik            | 1           | 2           | 3           | 4          | 5        | Pkt |
| -------------------- | -- | ------------------- | ----------- | ----------- | ----------- | ---------- | -------- | --- |
| R                    | 7  | Konstantin Abajew   | 9 sześć     | 9 sześć     | 9 sześć     | 9 sześć    | 8 pięć   | 2   |
| P                    | 8  | Siergiej Sawin      | 7 cztery    | 7 cztery    | 7 cztery    | 7 cztery   | 6 trzy   | 17  |
| A                    | 9  | Dražen Luburić      | 6 trzy      | 6 trzy      | 6 trzy      | 6 trzy     | 5 dwa    | 24  |
| Ś                    | 10 | Dmitrij Szczerbinin | 5 dwa       | 5 dwa       | 5 dwa       | 5 dwa      | 4 jeden  | 11  |
| P                    | 14 | Marko Ivović        | 4 jeden     | 4 jeden     | 4 jeden     | 4 jeden    | 9 sześć  | 14  |
| Ś                    | 20 | Iljas Kurkajew      | 8 pięć      | 8 pięć      | 8 pięć      | 8 pięć     | 7 cztery | 7   |
| L                    | 1  | Roman Martyniuk     | L           | L           | L           | L          | L        |     |
| Zmiany               |    |                     |             |             |             |            |          |     |
| R                    | 5  | Aleksandr Woropajew | 29 zmiana20 | 29 zmiana20 | 29 zmiana20 | 4 pusty    | 4 pusty  |     |
| P                    | 18 | Aleksiej Rodiczew   | 17 zmiana8  |             | 17 zmiana8  | 17 zmiana8 | 4 pusty  |     |
| L                    | 11 | Dienis Gołubiew     |             | L           |             | 4 pusty    | 4 pusty  |     |
| Nie weszli na boisko |    |                     |             |             |             |            |          |     |
| A                    | 15 | Pawieł Krugłow      |             |             |             | 4 pusty    | 4 pusty  |     |
| Ś                    | 16 | Dmitrij Lyzik       |             |             |             | 4 pusty    | 4 pusty  |     |
| P                    | 23 | Iwan Komarow        |             |             |             | 4 pusty    | 4 pusty  |     |
| Trener               |    |                     |             |             |             |            |          |     |
| Płamen Konstantinow  |    |                     |             |             |             |            |          |     |

| Poz.                 | Nr | Zawodnik             | 1          | 2           | 3           | 4           | 5          | Pkt |
| -------------------- | -- | -------------------- | ---------- | ----------- | ----------- | ----------- | ---------- | --- |
| Ś                    | 4  | Artiom Wolwicz       | 8 pięć     | 9 sześć     | 8 pięć      | 9 sześć     | 8 pięć     | 8   |
| P                    | 9  | Earvin N’Gapeth      | 4 jeden    | 5 dwa       | 4 jeden     | 5 dwa       | 4 jeden    | 16  |
| P                    | 10 | Bartosz Bednorz      | 7 cztery   | 8 pięć      | 7 cztery    | 8 pięć      | 7 cztery   | 27  |
| R                    | 12 | Aleksandr But´ko     | 9 sześć    | 4 jeden     | 9 sześć     | 4 jeden     | 9 sześć    | 3   |
| Ś                    | 13 | Aleksiej Kononow     | 5 dwa      | 6 trzy      | 5 dwa       | 4 pusty     | 4 pusty    | 3   |
| A                    | 18 | Maksim Michajłow     | 6 trzy     | 7 cztery    | 6 trzy      | 7 cztery    | 6 trzy     | 15  |
| L                    | 11 | Walentin Krotkow     | L          | L           | L           | L           | L          |     |
| Zmiany               |    |                      |            |             |             |             |            |     |
| P                    | 3  | Andriej Surmaczewski | 13 zmiana4 | 13 zmiana4  |             | 13 zmiana4  | 13 zmiana4 | 2   |
| R                    | 5  | Laurent Alekno       |            |             |             | 21 zmiana12 | 4 pusty    |     |
| Ś                    | 7  | Aleksandr Wołkow     |            | 21 zmiana12 | 22 zmiana13 | 6 trzy      | 5 dwa      | 5   |
| P                    | 22 | Michaił Łabinskij    |            | 22 zmiana13 |             | 16 zmiana7  | 4 pusty    |     |
| L                    | 1  | Władisław Babiczew   |            | L           |             | 4 pusty     | 4 pusty    |     |
| Nie weszli na boisko |    |                      |            |             |             |             |            |     |
| A                    | 15 | Dienis Ziemczonok    |            |             |             | 4 pusty     | 4 pusty    |     |
| Trener               |    |                      |            |             |             |             |            |     |
| Władimir Alekno      |    |                      |            |             |             |             |            |     |

## Statystyki meczowe
| LNO | STATYSTYKI        | ZEN |
| 100 | MAŁE PUNKTY       | 110 |
| 56  | ATAK              | 52  |
| 15  | BLOK              | 13  |
| 4   | SERWIS            | 14  |
| 25  | BŁĘDY PRZECIWNIKA | 21  |

## Ustawienie wyjściowe drużyn
| Ivović Szczerbinin Luburić Sawin Kurkajew Abajew Martyniuk N’Gapeth Kononow Michajłow Bednorz Wolwicz But´ko Krotkow |